# Тихомиров Михайло Миколайович
Миха́йло Микола́йович Тихоми́ров (рос. Михаил Николаевич Тихомиров; * 19 травня (31 травня) 1893, Москва — † 2 вересня 1965, Москва) — російський історик. Академік АН СРСР (1953).

## Біографія
1917 року закінчив історико-філологічний факультет Московського університету.
Також був учнем академіка В.М.Перетца.
У книзі Тихомирова «Давньоруські міста» (1956) мова йде, зокрема, про міста Поділля — Кам'янець-Подільський, Бакоту, Стару Ушицю та інші. 1962 року відвідав Кам'янець-Подільський, 20 жовтня 1962 року на конференції у педагогічному інституті, присвяченій 900-річчю Кам'янця-Подільського, виступив із доповіддю «Про початок Кам'янця-Подільського».
Його праця «Росія в XVI сторіччі», видана у 1962 році — фундаментальне історико-географічне дослідження, що характеризує соціально-економічний та державно-політичний розвиток кожного регіону країни в цей період.

## Праці

### Монографії
- Тихомиров, М.Н. Летописи и хроники. Москва: Наука, 1976.

### Статті
- Тихомиров, М.Н. Список русских городов дальних и ближних // Исторические записки. — Москва, 1952. — Т. 40. — С. 214—259.